# تريسي لي (ممثلة)
تريسي لي هي مقدمة تلفزيونية وممثلة ماليزية، ولدت في 19 يونيو 1985 في باتو باهات ‏ في ماليزيا.